# Controvérsia da criação versus evolução
A controvérsia da criação versus evolução (também chamado de debate criação versus evolução ou o debate sobre as origens) é uma disputa cultural, política e teológica recorrente sobre as origens da Terra, da humanidade, da vida e do universo. A disputa é entre aqueles que defendem a crença religiosa do criacionismo, versus aqueles que aceitam a evolução, apoiados por um consenso científico. A disputa envolve particularmente o campo da biologia evolutiva, mas também nos campos da geologia, paleontologia, termodinâmica, física nuclear e cosmologia. Embora também presente na Europa e no resto do mundo, e muitas vezes retratado como parte de guerras culturais, este embate é prevalente nos Estados Unidos.
O debate também se concentra em questões como a definição da ciência (e do que constitui as provas e pesquisa científica), a educação científica (e se o ensino da visão de consenso científico deve ser "equilibrado" com outras teorias), liberdade de expressão, separação entre Igreja e Estado e teologia (em particular, como os cristãos de diferentes denominações interpretam o livro de Gênesis).
Dentro da comunidade científica e das universidades o nível de apoio à evolução é praticamente universal, enquanto o apoio aos registros bíblicos literais de criação ou às outras alternativas criacionistas é muito pequena entre os cientistas e praticamente inexistente em campos relevantes da sociedade.
O debate é às vezes retratado como sendo entre a ciência e a religião. No entanto, como a Academia Nacional de Ciências dos Estados Unidos disse:
Hoje, muitas denominações religiosas aceitam que a evolução biológica tem produzido a diversidade dos seres vivos ao longo de bilhões de anos da história da Terra. Muitas emitiram declarações observando que a evolução e os princípios de sua fé são compatíveis. Os cientistas e teólogos têm escrito sobre a eloquência, espanto e admiração na história do universo e da vida neste planeta, explicando que eles não veem nenhum conflito entre sua fé em Deus e na evidência da evolução. As confissões religiosas que não aceitam a ocorrência de evolução tendem a ser aqueles que acreditam na estrita interpretação literal dos textos religiosos.— Academia Nacional de Ciências - Ciência, Evolução e Criacionismo

## Argumentos contra o criacionismo
Durante mais de trinta séculos, a crença criacionista perdurou como uma verdade absoluta em diversas partes do mundo, interpretada literalmente da forma como está escrita nos textos sagrados das diversas literaturas religiosas, não dando chance a qualquer opinião discordante, menos por imposição das autoridades da época e mais por uma ausência de necessidade prática de um maior questionamento.
Somente nos últimos dois séculos, com a valorização do direito do homem à liberdade de pensamento, uma série de argumentos foram levantados contra esse predomínio eminentemente religioso. A interpretação criacionista literal perdeu sua unidade, sendo questionada com maior profundidade.
De acordo com praticamente todos os cientistas, todas as ramificações do criacionismo ferem importantes princípios filosóficos da ciência. Para os que pensam dessa forma, os principais argumentos comparativos propostos são:
1. O criacionismo não pode ser considerado como uma Ciência, nem sequer uma teoria. Uma teoria requer análises, estudos, testes, experiências, modificações e, finalmente, adequações. Uma teoria evolui com o decorrer do tempo, à medida que o ser humano amplia seus conhecimentos e suas descobertas. Naturalmente, a ciência, no sentido usado nesse contexto, não pode nem afirmar nem negar que o criacionismo seja verdadeiro - é não falseável e portanto não-científico.
2. A evolução é uma estrutura teórica bem definida, que embasa a Cladística, a Biologia do Desenvolvimento, a Paleontologia, a Genética de Populações e todas as demais áreas da Biologia; ao passo que o criacionismo é constituído de uma multiplicidade de superstições, sem unidade, criadas pelas centenas de religiões e mitos hoje existentes ou que já existiram outrora.
3. A evolução é uma teoria fundamentada em achados fósseis concretos e em experimentos realizados, enquanto que o criacionismo é abstrato, indemonstrável e desprovido de bases científicas.
4. Os argumentos neocriacionistas, que utilizam recentes descobertas da ciência, de uma forma geral, são falácias que poderiam provar a veracidade de qualquer crença, seja ela judaico-cristã, muçulmana, hinduísta, umbandista, pagã, animista ou de qualquer outra crença religiosa.
5. O evolucionismo esforça-se em buscar explicações para os eventos da Natureza, enquanto que o criacionismo esforça-se em adaptar os eventos da Natureza à sua visão de mundo.
6. O criacionismo não possui bases científicas, portanto é certamente uma visão de mundo, não podendo se apresentar como ciência, pois não tem indícios para tal e não é comprovada cientificamente.

Não sendo o design inteligente (ou qualquer outra forma de criacionismo) científico, não existem debates científicos entre ele e a evolução. A teoria da evolução é suportada por muitas evidências e é aceita por virtualmente todos os cientistas do mundo, enquanto o criacionismo não possui evidências, apenas escrituras antigas. Trata-se de uma discussão entre conhecimento científico e crenças religiosas, portanto.
Quanto aos poucos cientistas que acreditam no criacionismo, eles representam, segundo a revista Newsweek, apenas 0,15% de todos os cientistas da vida (biólogos) e da Terra (geólogos) com alguma credencial acadêmica respeitável nos EUA. São 700, entre os 480 mil cientistas.
Uma pesquisa da Organização Gallup chegou à conclusão de que cinco por cento dos cientistas americanos acreditam no criacionismo da Terra Jovem, quarenta por cento acreditam que nós humanos evoluímos de outras formas de vida em um processo evolutivo de milhões de anos, mas que Deus guiou o processo, e cinqüenta e cinco por cento acreditam que nós evoluímos de outras formas de vida e que Deus não teve participação nenhuma nesse processo.
Mas essa pesquisa não considerou apenas biólogos e geólogos como a outra, mas cientistas de todas as áreas, engenheiros químicos, bacharéis em ciência da computação etc. Portanto, há pouquíssimos cientistas que defendem o criacionismo e freqüentemente eles pertencem a áreas de atuação que não têm relevância na discussão, além de não se basearem em nenhuma pesquisa científica séria para sustentar sua posição.
A afirmação de que nenhuma vida pode surgir de não-vida foi recentemente desafiada a partir de experimentos onde um vírus é sintetizado em laboratório, mas a questão de se um vírus pode ou não ser considerado um ser vivo nunca foi um consenso entre cientistas. Outra questão levantada pelos criacionistas é que esse tipo de experimento na verdade comprovaria a necessidade de uma inteligência e intencionalidade por trás do processo. No entanto, é imprescindível lembrar-se de que experimentos laboratoriais são fundamentalmente diferentes de processos de simples montagem intencional, pois na realidade visam a reproduzir as situações em que um fenômeno ocorreria naturalmente, espontaneamente.
Criacionistas costumam focar os seus argumentos contra o estudo científico da origem da vida ou abiogênese. Em um artigo do prestigiado periódico Biology & Philosophy, Richard Carrier demonstrou que todos os argumentos criacionistas contra a abiogênese recaem em seis classes de erros:
1. Fontes obsoletas;
2. Omissão de contexto;
3. Uso incorreto da Matemática (bad math);
4. Falácia da confusão dos jogadores com o vencedor;
5. Estimativa tendenciosa do tamanho do protobionte (begging the size of the protobiont);
6. Confusão de características desenvolvidas ao longo da evolução com estruturas espontâneas (confusing evolved for spontaneous features).

É importante salientar que existem vários outros artigos criticando os argumentos criacionistas acerca da abiogênese.
Toda a argumentação criacionista quanto ao desconhecimento sobre como a vida teria se originado naturalmente não raramente tenta levar a crer que, sem essa resposta, todas as demais áreas da ciência às quais se opõem, em especial a evolução biológica, desmoronam como conseqüência. Essa é uma falácia non sequitur - a conclusão não decorre das premissas - pois as evidências das diversas áreas que compõem o evolucionismo não são totalmente dependentes umas das outras, e dessa forma, é possível ainda se estabelecer os laços de parentesco entre todos os organismos, mesmo sem saber de onde teria vindo o ancestral comum de todos eles.
Criacionistas atacam o Elo perdido, tais ataques podem ser baseados na incompreensão da natureza do que significa uma característica em transição ambas são também explicadas como uma táctica empregada por criacionistas buscando distorcer ou desacreditar a teoria científica vigente e tem sido chamado de "mentira favorita" dos criacionistas. Alguns criacionistas são contra esse argumento.

## Argumentos contra a teoria evolucionista

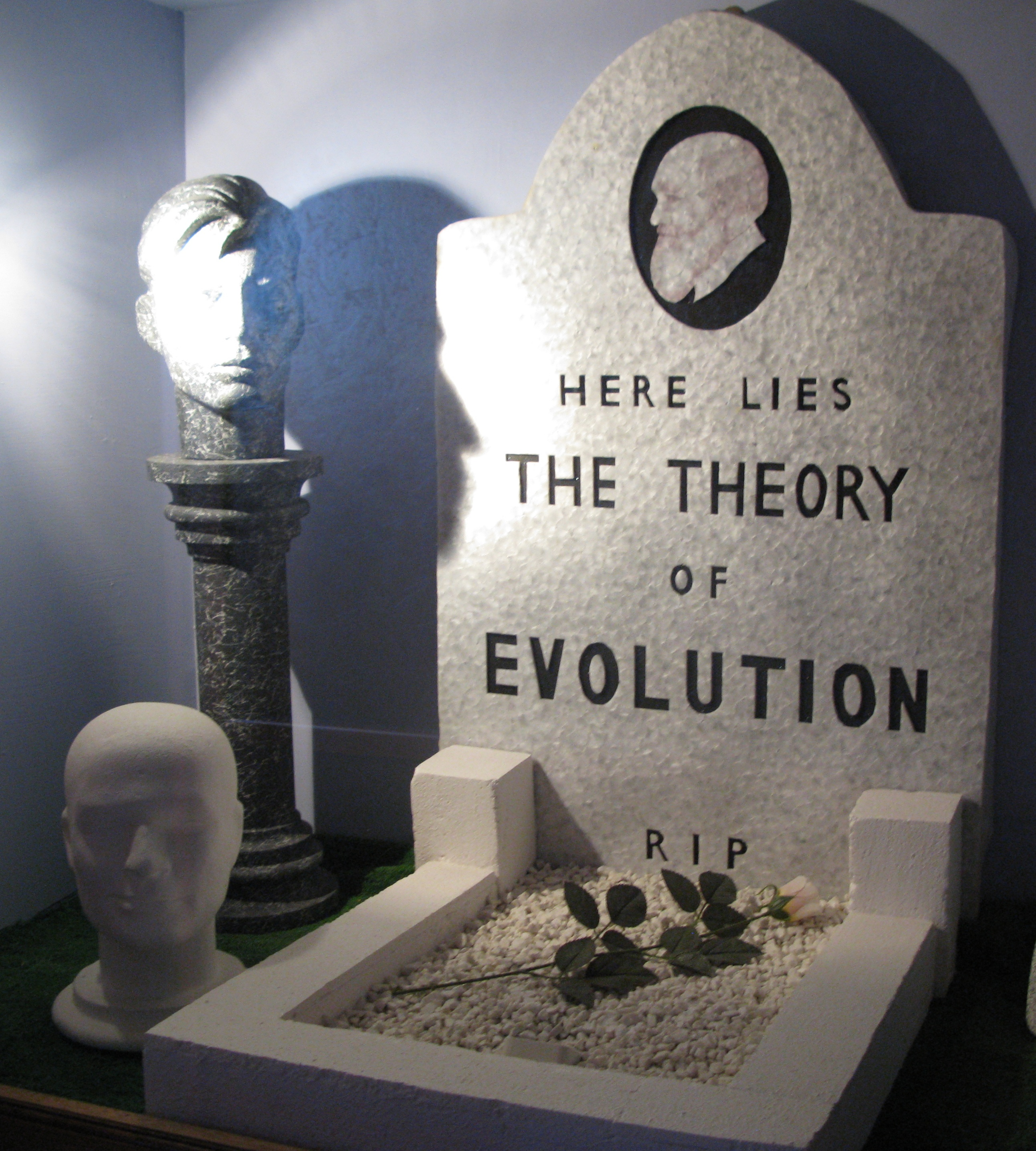
Monumento satirizando a Teoria da Evolução, em um museu criacionista britânico.

Existem argumentos criacionistas contra a paleontologia, geologia e sistemática. Esses argumentos não levam em conta a metodologia utilizada por essas disciplinas, que são os métodos estatísticos e computacionais da Cladística, como a máxima parcimônia e o bootstraping, utilizados pelos sistematas. Também não existem argumentos consistentes contra os métodos de datação radiométrica de fósseis e rochas utilizados pelos geólogos e paleontólogos.
Criacionistas questionam também experiências relacionadas à demonstração da seleção natural, como aquela relativa às mariposas cujas cores foram influenciadas pelas mudanças advindas da Revolução Industrial. Nesse caso, especificamente, apontam falhas na metodologia como confirmação de que não existiria seleção natural.
Outro argumento utilizado é de que a ciência sempre mudou ou fez novas descobertas ao longo da história, devendo ser desenvolvida mais nunca encarada como verdade absoluta. Um exemplo disto é afirmar que o parente vivo mais próximo do homem é o chimpanzé e atualmente há novas pesquisas argumentando que o parente mais próximo do homem é o orangotango. Ou o confronto entre próprios cientistas quando afirmam que espécies viveram em tempos distintos e depois são descobertas evidencias que alem de viverem na mesma época eram da mesma espécie reproduzindo entre si..
Esta característica da ciência - sempre procurar a verdade, elaborando novas teorias científicas melhores e mais abrangentes quando percebe-se algum dado não explicável pela teoria científica anteriormente aceita - uma contínua verificação e correção da visão sobre a realidade, por muitos vista como uma comprovação da validade da lógica científica, é usada por alguns religiosos dogmáticos como sendo um defeito, por acreditarem que as explicações devam ser absolutas e imutáveis (daí muitas vezes estes religiosos rejeitarem dados evidentes do mundo que possam desmentir seus dogmas).
Existe também uma lista do Discovery Institute onde já a alguns anos cientistas estadunidenses de diversas especialidades afirmam que "um exame cuidadoso da evidência para a teoria darwinista deve ser encorajado." A lista surgiu como uma forma de mostrar ao mundo de que não há consenso científico acerca da Teoria da Evolução das Espécies e cita uma pequena minoria de pouco mais de 700 cientistas (até o ano de 2007) que discordam desta. Como resposta foram criadas várias outras listas. Uma petição no caso Kitzmiller contra Dover Area School Discrict, em outubro de 2005, coletou 7 733 assinaturas em apenas 4 dias, sendo 53% deles doutores e 68% de profissionais realizado pesquisas no ramo da biologia. O Clergy Letter Project coletou mais de 12 mil assinaturas de sacerdotes católicos estadunidenses que "acreditavam que as verdades atemporais da Bíblia e as descobertas da ciência moderna podem coexistir confortavelmente" (tradução livre). Mais de 400 sacerdotes judeus assinaram a similar "Rabbi Letter". Dentre as listas contra-atacando àquela do Discovery Institute, há também o "Projeto Steve", disposto a coletar assinaturas de cientistas chamados "Steve" (ou variações) que apoiam a teoria da Evolução. No dia 6 de Abril de 2012 o projeto Steve conseguiu a assinatura do seu 1 200º "Steve" e contém até o dia 19 de junho de 2012, doze mil e dezenove cientistas chamados "Steve" apoiando a teoria da evolução.
Outra fonte de ataques é o elo perdido, pois segundo os criacionistas, as teorias de Darwin não conseguiriam ser provadas através dos fósseis pois, segundo eles, não teria sido encontrados elos de transição de uma espécie para outra, como por exemplo no processo de uma barbatana virar pernas ou desenvolvimento de olhos em uma espécie que não os tinha. Embora o argumento criacionista possa ser factualmente facilmente derrubado, bastando considerar, entre a própria espécie humana, os casos de humanos caudados relatados não apenas na literatura mas também na mídia, ou, no caso do olho, as diversas graduações de complexidade ocular ainda encontrada entre as espécies, estes, não se dando por convencidos, afirmam que há críticas científicas que apontam erros a teoria de Darwin e afirmam que ela precisa evoluir, sendo o gradualismo e a adaptação os pontos mais atacados.